# Ramaz Cshikvadze
Ramaz Grigol Csikvadze, Ramaz Chkhikvadze (grúzul: რამაზ გრიგოლის ძე ჩხიკვაძე) (Tbiliszi, 1928. február 28. – Tbiliszi, 2011. október 17.) grúz színész. A Szovjetunió népművésze (1980), a Grúz Szovjet Szocialista Köztársaság  tiszteletbeli művésze (1961) és népművésze (1972), a Szovjetunió Állami- és Sota Rusztaveli-díjasa (1980), a Szocialista Munka Hőse (1988), a Grúzia Becsületrend kitüntetettje (1998).

## Életrajza
Művészcsaládba született. Apja Grigol Cshikvadze híres zenetudós, zeneszerző volt, anyja Elene Gacsecsiladze énekes. 1951- ben szerzett diplomát a Tbiliszi Állami Színházi Intézet színész karán,  Miheil Tumanisvili tanítványaként. Ugyanettől az évtől a Rusztaveli Színház szerződtette. Cshikvadze színművészi munkáját határozott egyéniség, eredetiség jellemzete, amihez kreativitása, valamint kiváló improvizációs készsége is hozzájárult, a színészi alakításoknak egyik mestere volt.
Színházi szerepei közül néhány: Leandro (J. Fletcher "A spanyol pap"), Vephia Gabidauri (K. Buachidze "Szerelmi története"),, Bicska Maxi (Bertolt Brecht "Koldusopera"), Fadinard (Eugène Labiche "Az olasz  szalmakalap"), Kirile Miminosvili (D. Kldiashvili "Samanishvili mostohaanyja"), Soshia (N. Dumbadze "A vádirat") és mások.
Cshikvadze munkásságának meghatározó eleme volt, hogy együtt dolgozott  Robert Sturua rendezővel, több színházi produkcióban: Kvarkvare, (P. Kakabadze: „Kvarkvare”), Azdak, (Bertolt Brecht: „A kaukázusi krétakör”), III. Richárd, (William Shakespeare: „III. Richárd”).
Utolsó szerepét  August Strindberg „Haláltánc" című darabjában játszotta, ezzel az előadással nyílt meg a "Cellar Színház" Tbilisziben.
1974-ben a 8. Moszkvai Nemzetközi Filmfesztiválon megkapta a legjobb férfiszereplőnek járó díjat (Aranyérem) a "Facsemeték" című filmben Luka, nagyapó alakításáért. Szerepelt még számos filmben ezek közül néhány:  "Londre" (1963 ), "Könyörgés" (1968 ), "Csirik és Csikitela" (1975), "A kívánság fája"  (1977),  és mások.
A Szovjetunió Állami Díjasa (1979), a Rusztaveli-díj (1980) és a Mardzsanisvili-díj (1975) kitüntetettje. Megkapta a Lenin-rendet, a Becsületrendet és más kitüntetéseket, díjakat.
2011. október 17-én halt meg Tbilisziben, 83 évesen, súlyos betegség után. A Didube városrészben található írók és közéleti személyiségek panteonjában nyugszik felesége, Natasa Cshikvadze mellett.

## Emlékezete
Tbilisziben elneveztek róla  egy utcát.
Szobra a Tbilisziben, az Április 9-e Parban áll.

## Filmográfia
- 1952: "A csúcsok hódítói" (riporter) rendező. David Rondeli
- 1954: "Szitakötő" (Sota) rendezők: Siko Dolidze, Levan Hotivari
- 1956: "A levegő dala" (Vano) rendező. Siko Dolidze
- 1959: "Utolsó nap, első nap" (taxi sofőr) rendező. Siko Dolidze
- 1959: "Hol van a boldogságod?" (agronómus) dir. Konstantin Pipinasvili
- 1959: "Utolsó nyár" (Zurab) rendezők: Neli Nenova, Geno Culaia
- 1961: „A bordzsomi énekes jegenye” (hangszerkészítő) rendező. Merab Dzsaliasvili
- 1962: "Thunela" (Adam) rendező. Salva Martasvili
- 1963: "Paliastómia" rendező. Siko Dolidze
- 1966: "Londre" (Diambegi) rendező. Tamaz Meliava
- 1967: "Könyörgés" (Macili) rendező: Tengiz Abuladze
- 1969: „Egy filatelista halála” (Vacsnadze) rendező. Giorgi Kalatozishvili
- 1970: "Árvíz" (Anton) rendező. Tengiz Goshadze
- 1971: "Nuca" rendező. Alexander (Sasha) Rekhviashvili
- 1971: "Nyakék kedvesemnek" (Daud) rendező: Tengiz Abuladze
- 1972: "Facsemeték" (Luka nagypapa) rendező: Revaz (Rezo) Cseidze
- 1973: "Ckiperts" (Farnaoz) rendező: Rezo Esadze
- 1973: "Az öreg" (Tedo) rendező: Valerian Kvacsadze
- 1973: „A Veri Negyed dallamai” (Panke kereskedő) rendező: Giorgi Sengelaja
- 1973: „A Hold elrablása” (Saldin Alsibaja) rendező: Tamaz Meliava
- 1975: "Egyedül Salamurinak" (értékesítő) rendező: Daria Khodzsava
- 1975: "Szerelem első látásra" (Murad apja) rendező: Rezo Esadze
- 1975: "Szökés hajnalban" (Danieli) rendező. Siko Dolidze
- 1975: "Chiriki és Chikotela" (őrnagy) rendezők: Levan Hotivari, Ramaz (Buba) Hotivari
- 1976: „Szerelem, tűz és Pompiero” (Padzsara Savle) rendező. Guram Pataraja
- 1976: "Vidéki szerelem" (Levana) rendező. Revaz Csarhalasvili
- 1976: "Mint a reggeli köd" rendező. Geno Khojava
- 1976: "A kívánság fája" (Ohrohin atya) rendező. Tengiz Abuladze
- 1976: „Séta Tbilisziben” rendező. Nana Mchedlidze
- 1976: Anara városa (Anton) rendező. Irakli Kvirikadze
- 1977: "Hibák vígjátéka" (öreg színész) rendező. Vadim Gauzner
- 1977: "Racsa, szerelmem" (Afraszion) rendezők: Temur Palavandisvili, Joszef Medved
- 1977: "Cinema" rendező. Liana Eliava
- 1978: "Arevik"
- 1978: "A Kodzsri-erdő álmai" (animációs film) rendező. Revaz (Rezo) Gabriadze, Giorgi Topuria
- 1978: „A 19. század grúz krónikája” (a kancellária vezetője) rendező. Alexander (Szasa) Rehviasvili
- 1979: "Komblé" (animációs film) rendező. Giorgi (Givi) Kasradze
- 1979: "Gyuma a Kaukázusban"
- 1980: „Tbiliszi, Párizs, Tbiliszi” (Nestor) r. Leila Abashidze
- 1981: "Kezeket fel!"
- 1981: "A régi ház" rendező: Roman Curcumia
- 1981: "Az út hazáig" rendező. Alexander (Szasa) Rehviasvili
- 1981: "Három forró nyári nap" (Givi) rendező. Merab Kokocsasvili
- 1982: "Három Alikuri" (mester) rendező. Elguja Zhgenti
- 1983: "Készen állok a kihívásra"
- 1983: "Bánatos érzéketlenség"
- 1984: "Győzelem"
- 1985: "Biztosítási ügynök"
- 986: "Álom" (animációs film) rendező. Merab Saralidze
- 1987: "Hogy vagy otthon, hogy mennek a dolgok?" "
- 1988: "Nazar utolsó imája" rendező. Levan Tutberidze
- 1988: "Asik Kerib": rendezők: Dodo Abasidze, Szergej Paradzsanov
- 1989: "Don Quijote és Sancho élete" (Perez, Priest) rendező. Revaz (Rezo) Cseidze
- 1990: "Fehér bannerek" (Sosia) rendező. Grigol (Giga) Lortkipanidze
- 1991: „Sztálin elvtárs utazása Afrikába” (Picshadze) rendező. Irakli Kvirikadze
- 1991: "A fal" (Fogoly) rendező. Zaza Buadze
- 1992: "Keleti romantika"
- 1992: A bukott angyal rendezők: Mamuka Kikaleisvili, Levon Uzuniani
- 1993: "Sziluett a szemközti ablakban"
- 1995: „A svéd herceg Imeretiből” (Ramaz) rendező: Ermalo Magradze
- 1996: „Egy kulináris szerelmes 1001 receptje” (Anton Gogoladze) rendező: Nana Dzsordzsadze
- 1999: „Láncolt lovagok” (Luarszab) rendező: Goderdzi Csoheli
- 2000: "1944 augusztusában..." (Sztálin) rendező: Mihail Ptashuk
- 2001: "Cipők Amerikából"
- 2003: "A postás" (Lado) rendező. Nana Dzsordzsadze
- 2005: "A fekete herceg"
- 2005: „Jön a vonat” (Panteleimon) rendező: Georgij Sengelaja
- 2005: "Művészek felvételei" rendező: Sota Kalandadze
- 2006: "9 hónap"
- 2006: "Olyan szerelem" rendező: Nino Baszilia
- 2008: „Meteoidiot” (Giorgi nagypapa) rendező: Nana George

## Színházi szerepeiből

### Rusztaveli Színház
- John Fletcher: A spanyol pap" (Leandro)
- Giorgi Nahucrisvili: "Csincsraka" (Xosza tanácsos)
- Bertolt Brecht: "Koldusopera" (Bicska Maxi)
- Merab Eliozishvili: Az öregek (Tedo)
- Eugène Labiche:  "Az olasz szalmakalap" (Fadinard)
- David Kldiashvili: "Szamanisvili mostohaanyja",  (Kirile Miminoshvili)
- Nodar Dumbadze: „A vádirata” (Soshia)
- Polikarpe Kakabadze: "Kvarkvare", (Kvarkvare)
- Bertolt Brecht: "A kaukázusi krétakör" (Azdak)
- William Shakespeare: "III. Richárd" (III. Richárd)
- Robert Sturua, Lili Pophadze, Avtandil Varsimasvili: „Variációk egy modern témára” (Öreg)

### Cellar Színház
- August Strindberg "Haláltánc(wd)"

## Díjai, elismerései
- 1961 : Grúz Szovjet Szocialista Köztársaság tiszteletbeli művésze
- 1972 : Grúz Szovjet Szocialista Köztársaság népművésze
- 1973 : Moszkvai Világfilm Fesztivál, Aranyérem a legjobb színésznek járó díj
- 1975 : Kote Mardzsanisvili-díj
- 1979 : A Szovjetunió Állami Díja
- 1981 : A Szovjetunió népművésze
- 1988 : A szocialista munka hőse
- 1980 : Rusztaveli-díj
- 1997 : Tbiliszi díszpolgára
- 1998 : Becsületrend
- Szandro Ahmeteli-díj
- Lenin rend